# Кровиця
Кровиця (пол. Krowica) — село в Польщі, у гміні Селище Холмського повіту Люблінського воєводства. Населення — 89 осіб (2011).

## Історія
За даними етнографічної експедиції 1869—1870 років під керівництвом Павла Чубинського, у селі здебільшого проживали польськомовні римо-католики, меншою мірою — українськомовні греко-католики.
У 1975—1998 роках село належало до Холмського воєводства.

## Демографія
Демографічна структура станом на 31 березня 2011 року:
|          | Загалом | Допрацездатний вік | Працездатний вік | Постпрацездатний вік |
| -------- | ------- | ------------------ | ---------------- | -------------------- |
| Чоловіки | 48      | 5                  | 37               | 6                    |
| Жінки    | 41      | 7                  | 20               | 14                   |
| Разом    | 89      | 12                 | 57               | 20                   |